# 馬里昂鎮區 (印第安納州第開特縣)
馬里昂鎮區（英語：Marion Township）是位於美國印第安納州第開特縣的一個行政鎮區。

## 地方資料
根據2010年美國人口普查的數據，馬里昂鎮區的面積為143.80平方千米，當中陸地面積為143.70平方千米，而水域面積為0.10平方千米。當地共有人口1638人，而人口密度為每平方千米11.39人。